# Želnava
Želnava (německy Salnau) je obec v okrese Prachatice v Jihočeském kraji. Žije v ní 134 obyvatel.

## Historie
První písemná zmínka o obci pochází z roku 1360. Želnava patřila k vesnicím, které byly v letech 1360–1395 sporné mezi klášterem zlatokorunským a proboštstvím vyšehradským. Roku 1395 byla vrácena klášteru ve Zlaté Koruně, jenž ji posléze postoupil králi Václavu IV. Od roku 1501 sdílí Želnava osud s panstvím krumlovským.
Farní kostel, zasvěcený sv. Jakubu staršímu, apošt. se poprvé připomíná v roce 1395. Zvon z dílny pasovského zvonaře O. A. Ableitnera byl vyroben v roce 1644. Nynější kostel pochází z let 1708–1712, kdy byla pod patronátem knížete Jana Christiána z Eggenberku provedena podstatná přestavba. Kostel byl posvěcen 19. února 1713 krumlovským prelátem Sigmundem Heubnerem. Pouze věžové zdivo v dolní části věže je starší (1688).
Někdy po polovině devatenáctého století postavili Vojtěch Lanna starší a kníže Schwarzenberg poblíž Želnavy zařízení na máčení lnu.
V letech 1938 až 1945 byla Želnava v důsledku uzavření Mnichovské dohody přičleněna k nacistickému Německu.
V letech 1892–1964 byla jako nádraží Želnava (Salnau Bahnhof) označována dnešní železniční stanice Nová Pec.

## Přírodní poměry
Želnava leží na úpatí Želnavské hornatiny. Území obce je na území Národního parku Šumava, Chráněné krajinné oblasti Šumava, evropsky významné lokality Šumava a ptačí oblasti Šumava. Na území obce je přírodní památka Vltavský luh.

## Obyvatelstvo
| Rok            | 1869 | 1880 | 1890 | 1900 | 1910 | 1921 | 1930 | 1950 | 1961 | 1970 | 1980 | 1991 | 2001 | 2011 | 2021 |
| -------------- | ---- | ---- | ---- | ---- | ---- | ---- | ---- | ---- | ---- | ---- | ---- | ---- | ---- | ---- | ---- |
| Počet obyvatel | 738  | 892  | 821  | 829  | 842  | 901  | 843  | 189  | 184  | 226  | 153  | 152  | 131  | 109  | 125  |
| Počet domů     | 64   | 78   | 85   | 85   | 90   | 90   | 96   | 78   | 35   | 25   | 16   | 18   | 37   | 37   | 35   |

Poznámka: V roce 1921 stálo v samotné Želnavě 36 domů a žilo zde 379 obyvatel, z toho 6 Čechů a 365 Němců.

## Obecní správa
Mezi lety 1869–1950 Želnava patřila jako osada obce k Bělé v okrese Český Krumlov (1869–1930) (v letech 1869–1910 okres Krumlov) a později v okrese Prachatice. V letech 1961–1980 byl obcí. Od 1. července 1980 do 23. listopadu 1990 patřila jako část obce k Nové Peci a od 24. listopadu 1990 je opět samostatnou obcí.

### Části obce
- Želnava (k. ú. Želnava a Mýtina u Želnavy)
- Slunečná (k. ú. Želnava)
- Záhvozdí (k. ú. Želnava)

### Obecní symboly
Znak a vlajka byly obci uděleny rozhodnutím předsedkyně Poslanecké sněmovny Parlamentu České republiky dne 26. května 2011.

## Pamětihodnosti
- Kostel svatého Jakuba Staršího
- Kamenný vodní rozvaděč na návsi – kulturní a technická památka
- Na kopci Hrad (jinak též Hradiště) jihovýchodně od Želnavy (již na území města Horní Planá v okrese Český Krumlov) se nalézají pozůstatky středověkého hrádku Hausberk.